# Ramu Yalamanchi
Ramu Yalamanchi é um empresário norte-americano. 

## História
Ele fundou o site "hi5" em vários idiomas : espanhol, francês, alemão, italiano, neerlandês, romeno, polaco, turco e em português europeu. 
Hi5 é uma das maiores redes sociais locais no Mundo, a 1ª rede social de serviço para o mercado língua espanhola, e um top 10 sites em 20 países em todo o mundo.
Durante a faculdade, Ramu foi um parceiro em SponsorNet New Media. Ramu recebeu um B.S. Em Ciência da Computação pela Universidade de Illinois, Urbana-Champaign.
Com 33 anos ele vive em São Francisco , Califórnia, E.U.A.

## Ligação externa
- Site oficial